# Tiranska piramida
Tiranska piramida ili mumija kako je popularno nazivaju ovu građevinu u glavnom gradu Albanije, svečano je, otvorena 1988. godine kao muzej posvećen preminulom albanskom diktatoru Enveru Hodži 1985. godine. Piramida koju su osmislili Hodžine ćerke Pranvere i njegov zet, bila je navodno najskuplja ikad izgrađena građevina u Albaniji u drugoj polovini 20. veka. Nakon što je srušen režim koji je ustanovio Enver Hodža, 1990. godine pokrenuta je inicijativa da se piramida (koja mnoge građane Tirane podseća na mračnu prošlost Albanije) poruši i na njenoj lokaciji izgradi nova zgrade parlamenta. Kako je u toku javna rasprava o uništavanju prošlosti i očuvanju parka u kojem se ona nalazi, zgrada je izložena zubu vremena i propadanju. Danas je muzej pretvoren u „Međunarodni kulturni centar". 

## Nazivi
Međunarodni centar kulture „Pjeter Arbnori“ (alb. Qendra Ndërkombëtare e Kulturës „Pjetër Arbnori") — Tiranska piramida —  Muzej „Envera Hodže“

## Istorijski preduslovi
Za vreme Drugog svetskog rata, albanski fašisti su energično pomagali Italijanima u njihovoj invaziji na Grčku (oktobar 1940.) i čak učestvovali u (mada u vrlo malom broju) u muslimanskim formacijama koje su pomagale nemačkim SS trupama u represiji nad jugoslovenskim i albanskim pokretima otpora. Na kraju Drugog svetskog rata komunisti su preuzeli vlast u novembru 1944, pod vođom pokreta otpora, Envera Hodže. 
Od 1945. do 1990, Albanija je imala jednu od najrepresivnijih vlasti u Evropi. Komunistička partija je formirana 1941. Svi koji su joj se protivili su bili eliminisani. Enver Hodža je došao na čelo partije. Počevši da vlada kao sovjetski saveznik, Hodža je nakon Staljinove smrti proglasio SSSR revizionističkim i anti marksističkim, a ubrzo su sve države Varšavskog pakta otkazale vernost Albaniji. Hodža je tada uzeo Kinu za saveznika Albanije, što je trajalo samo do 1977. godine, nakon čega je pokušao da zemlju učini samodostatnom. Nakon te te odluke tokom više decenija njegovog strahovladanja, Hodža je stvarao i uništavao odnose sa Beogradom, Moskvom i Kinom, uvek po svojim ličnim interesima. Zemlja je bila izolovana, prvo od strane zapada (zapadna Evropa, Kanada, SAD), zbog odnosa sa komunističkim zemljama, a kasnije čak i od komunističkog istoka.
U sklopu narušenih odnosa kako sa istokom tako i sa zapadom, Enver Hodža je smatrao da je Albanija ugrožena i naaredio da se na području Albanije sagradi preko 750.000 bunker, po nekoliko na svakom kvadratnom kilometru. Za bunkere koji su izgrađeni u periodu između 1960. i 1980. godine, utrošene su velike sume novca, jer je izgradnja jednog bunkera u to vreme koštala koliko i da se napravi stan od 30 - 40 metara kvadratnih.
Godine 1985, Enver Hodža je umro, i Ramiz Alija koji je došao na njegovo mesto odobrio je  izgradnju Tiranske piramida u glavnom gradu Albanije, koja je svečano otvorena 16. oktobra 1988. godine,  sa namerom da  bude muzej posvećen liku i delu preminulom albanskom diktatoru Enveru Hodži.
Alija je prvo pokušao da prati Hodžine korake, ali se istočna Evropa već menjala: Mihail Gorbačov se pojavio na sceni Sovjetskog Saveza sa novom politikom (glasnost i perestrojka). Totalitarni režim je bio pod pritiskom SAD i Evrope i mržnjom sopstvenog naroda. Potpisao je Helsinški sporazum (koji su ostale zemlje potpisale 1975.) koji obavezuje na poštovanje nekih ljudskih prava. Takođe je dozvolio pluralizam, i iako je njegova partija pobedila na izborima 1991. godine, bilo je jasno da se promene ne mogu zaustaviti. 1992. na opštim izborima je pobedila Demokratska stranka Albanije sa 62% glasova.
Od 1990. Albanija je orijentisana prema zapadu. Primljena je u Savet Evrope i u NATO. Albanska radna snaga je nastavila da emigrira u Grčku, Italiju, Evropu i Severnu Ameriku. Korupcija u vlasti je postajala sve očiglednija. Političari nisu ispunjavali nade naroda u brzu i ne previše bolnu tranziciju.
Nakon navedenih politički promena u Albaniji 1990-tih, 6 godina nakon smrti Envera Hodže, jedan od simbola njegove vlasti Piramida u Tirani, našla se na udaru vlasti koja je izrazila jaku šelju da građevinu sruši.
Nakon pada komunističkog režima u Albaniji 1991. godine, muzej je zatvoren, a u zgradi je formirana konferencijska dvorana i izložbeni centar, a kako su se nacionalni stavovi počeli menjati, i sve više su se čule ideje o rušenju građevina. 
Za vreme rata na Kosovu 1999. godine zgradu su koristile NATO jedinice za borbu protiv Jugoslavije i humanitarne organizacije.
U januaru 2014. na hiljade ljudi okupilo se kod Piramide i čak se popelo na nju u sklopu protesta protiv izborne prevare i korupcije državnog aparata.

## Opšte informacije o građevini
Građevina u obliku piramide, površine 17 000 m2, sagrađena je kao memorijalni muzej u čast preminulog Envera Hodže, bivšeg albanskog vođe koji je decenijama nakon smrti ruskog diktatora, bio naslednika ideaja staljinizma. 
Građevinu je po ideji Hodžine ćerke i zeta dizajnirala grupa arhitekata, koju su činili: Pirra Vasu, Clementa Clanesija, Pranver Hodgea i Vladimira Bregua. Ovaj muzej, koji je koštao 3,5 miliona dolara, izgrađen je u vreme političkih previranja kada je albanski narod živio u ekstremnom siromaštvu. Muzej je izgrađen za dv godine, a na njegovoj izgradnji radilo je 300 radnika. 
Nakon što se primarna svrha građevine, pokrivene memermernim pločicama, transformisla iz muzeja u kongresni centar — iz vojnog prizora u televizijsku stanicu, promena vlasništva nad objektom dovela je do njegovog velikog zanemarivanja. U takov situaciji na njeno ubrzano propadanje utcalo je i sveže sećanje na nepopularnu komunističkom zaostavštinu i uslovi njene izgradnje, što je na stanovnici Tirane negativno uticalo — zgradu su počela pljačkati, uništavati i iscrtavati njene zidove grafitima, što je dovelo do njene ozbiljne devastacije. 
Tokom 2010. parlament Albanije je sa 71 glasom za i 64 protiv odobrio predlog zakona kojim se predlagalo rušenje Piramide i umesto toga izgradnja nove zgrade parlamenta. Na konkursu za izgradnju zgrade parlamenta učestvovalo je 25 arhitektonskih ureda. Ovaj predlog je u Albaniji je dovo do političkih sukoba oko rušenja zgrade. Pod snažnim uticajem istoričata Ardiana Klosija i njegovih sledbenika izbegnuto je rušenje zgrade Piramide, na osnovu peticije koju je potpisalo 6.000 građana. Međutim, u martu 2011. godine, vlada je organizovala Konkurs na kome je pobedila bečka kancelarija Coop Himmelb (l) au , a projekat je koštao 110 miliona evra. Izgradnja je trebalo da se završiti na stotu godišnjicu proglašenja nezavisnosti Albanije 28. novembra 2012. godine, ali gradnja nije započela.
Rekonstrukcija zgrade planirana je za 2013. godinu. U oktobru 2014. godine kineska kancelarija za arhitekturu pobedila je na konkursu za izvođenje ovog projekta. Godinu dana kasnije, krenuli su radovi oko „Piramide“ ponovo se počelo sa čišćenjem okoline i uređenjem česme. Očekivalo se da se da će u 2016. započeti radovi na arhitektonskoj obnovi Tiranske piramide.

## Suprotstavljeni stavovi
Kako postoje suprotstavljeni stavovi o sudbini Tiranske piramide (u kojoj još uvek radi nezavisna albanska radiodifuzna kompanija), i njenoj nameni, vlada Albanije pokušava da izglasa rušenje piramide. Međutim, glasanje u parlamentu osporavaju meštani koji bi želeli da sačuvaju delić svoje (iako mračne) kulturno-istorijske baštine.

## Spoljašnje veze
- Pyramid of Tirana Technology Centre Project (jezik: engleski)
- Музей Энвера Ходжа в Тиране (jezik: ruski)